# Tannour
Le tannour est un type de four à pain que l'on retrouve partout au Proche-Orient (Asie Mineure, Syrie, Jordanie, Palestine, Liban, Égypte). Le corps du four est en céramique, inséré dans une maçonnerie de briques ou de pierres. Sa forme est cylindrique, large à la base et plus étroit dans la partie sommitale.
La partie inférieure sert de chambre de combustion ; elle est ventilée par un trou de tirage à la base du four. La partie supérieure est l'espace de cuisson des galettes.
La spécificité du tannour réside dans la cuisson des galettes du pain, sans levain, plaquées contre les parois internes du four, enduites d'un mélange de dégraissants (à base de paille, argile et autres agrégats).

## Histoire
Au Proche-Orient, le tannour est connu sous différentes variantes : tandoor en Inde, tinzia au Sahara occidental ou encore tabun en Afrique du Nord. Il est attesté dans le bassin méditerranéen oriental dès le Chalcolithique et est prédominant dès l'âge du bronze.